# Something Else (album des Cranberries)
Pour les articles homonymes, voir Something Else.
Albums de The Cranberries
Roses
(2012) In the End
(2019)
Singles
1. Linger (acoustic version)
Sortie : 16 mars 2017
2. Why
Sortie : 16 mars 2017

Something Else est le 7e album studio du groupe de rock alternatif irlandais The Cranberries sorti le 28 avril 2017.
Il est constitué de réinterprétations en version acoustique de dix chansons précédemment enregistrées par le groupe et de trois nouvelles. Les titres ont été enregistrés avec un quatuor à cordes de l'Irish Chamber Orchestra de l'université de Limerick.
La pochette de l'album présente les quatre membres du groupe assis sur un canapé dans les mêmes poses que sur la pochette de l'album No Need to Argue sorti en 1994.
Something Else est le dernier album du groupe sorti avant le décès de la chanteuse Dolores O'Riordan survenu le 15 janvier 2018.

## Liste des titres
Toutes les paroles sont écrites par Dolores O'Riordan.
| No  | Titre                                  | Musique                          | Durée |
| --- | -------------------------------------- | -------------------------------- | ----- |
| 1.  | Linger (acoustic version)              | - Dolores O'Riordan - Noel Hogan | 4:55  |
| 2.  | The Glory                              | - O'Riordan - Hogan              | 5:14  |
| 3.  | Dreams (acoustic version)              | - O'Riordan - Hogan              | 4:24  |
| 4.  | When You're Gone (acoustic version)    | O'Riordan                        | 4:10  |
| 5.  | Zombie (acoustic version)              | O'Riordan                        | 4:01  |
| 6.  | Ridiculous Thoughts (acoustic version) | - O'Riordan - Hogan              | 3:07  |
| 7.  | Rupture                                | O'Riordan                        | 4:16  |
| 8.  | Ode to My Family (acoustic version)    | - O'Riordan - Hogan              | 4:43  |
| 9.  | Free to Decide (acoustic version)      | O'Riordan                        | 3:17  |
| 10. | Just My Imagination (acoustic version) | - O'Riordan - Hogan              | 4:02  |
| 11. | Animal Instinct (acoustic version)     | - O'Riordan - Hogan              | 3:39  |
| 12. | You & Me (acoustic version)            | - O'Riordan - Hogan              | 3:33  |
| 13. | Why                                    | O'Riordan                        | 5:01  |

## Classements hebdomadaires
| Classement (2017-2018)         | Meilleure place |
| ------------------------------ | --------------- |
| Allemagne (Media Control AG)   | 60              |
| Belgique (Flandre Ultratop)    | 98              |
| Belgique (Wallonie Ultratop)   | 29              |
| Canada (Canadian Albums Chart) | 96              |
| Écosse (OCC)                   | 12              |
| Espagne (Promusicae)           | 33              |
| France (SNEP)                  | 27              |
| Irlande (IRMA)                 | 17              |
| Italie (FIMI)                  | 9               |
| Royaume-Uni (UK Albums Chart)  | 18              |
| Suisse (Schweizer Hitparade)   | 43              |